# Азарова (деревня)
Азарова — упразднённая в 2017 году деревня в Карачевском районе Брянской области России. Входила в состав Бошинского сельского поселения. Постоянное население с 2006 года отсутствует.

## География
Деревня находилась в восточной части Брянской области, на Среднерусской возвышенности в центре Восточно-Европейской равнины, в зоне хвойно-широколиственных лесов, у границы с Орловской областью, при ручье Серп, в 2,5 км к югу от деревни Алексеева.

## История
Возникла во второй половине XVIII века; бывшее владение Сафоновых, Паниных, Киреевского и других помещиков. Состояла в приходе села Петрова.
Упразднена законом Брянской области от 1 июля 2017 года № 47-З как фактически не существующая в связи с переселением жителей в другие населённые пункты.

### Административно-территориальная принадлежность
До 1929 года входила в Карачевский уезд (с 1861 — в составе Бошинской волости, с 1924 в Вельяминовской волости). 
 С 1929 в Карачевском районе; до 2005 года входила в состав Петровского сельсовета.

## Население
| Годы      | 1866 | 1887 | 1926 | 1979 | 1989 | 2002 | 2010 |
| --------- | ---- | ---- | ---- | ---- | ---- | ---- | ---- |
| Население | 38   | 91   | 100  | 35   | 9    | 5    | 0    |

## Обратите внимание
В Карачевском уезде была и другая одноимённая деревня (бывшее владение Поповых и др.), входившая в состав Хотимльской волости, ныне не существующая (территория Хотынецкого района Орловской области, 53°10′18″ с. ш. 35°20′30″ в. д.)